# Daihatsu Naked
El Daihatsu Naked (ダイハツ・ネイキッド, Daihatsu Neikiddo) fou un automòbil lleuger o kei car produït pel fabricant d'automòbils japonés Daihatsu entre els anys 1999 i 2004. Amb aspecte de SUV, fou establit com a un complement del Daihatsu Terios Kid i el seus successors van ser, anys després, el Daihatsu Cast Activa i el Daihatsu Taft.

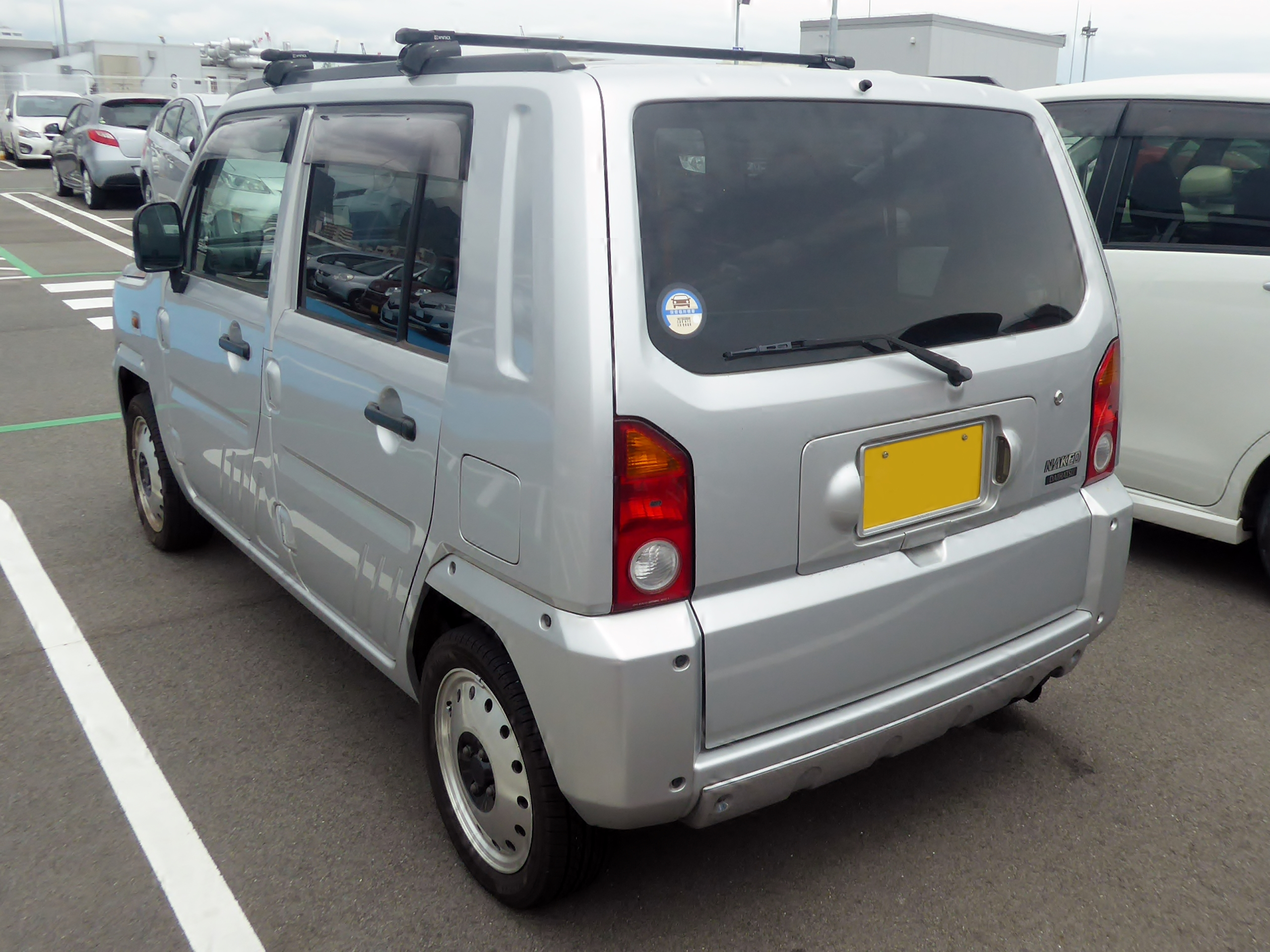
Naked Turbo G

El Naked es presentà inicialment com a prototip al Saló de l'Automòbil de Tòquio de 1997. Com a prototip que era, inicialment no estava prevista la seua producció en sèrie, perè degut a la bona resposta al saló, es va decidir la fabricació. Finalment, es va presentar el model per a producció al Saló de l'Automòbil de Tòquio de 1999. El model es desenvolupà sobre la base del Daihatsu Mira de cinquena generació, presentat l'any anterior.
Tot i que el model en sèrie era pràcticament idèntic al presentat com a prototip, va ser necessari adaptar aquest a les regulacions legals dels kei cars, especialment en matèria de seguretat, que havien canviat l'any 1998.
Els para-xocs i la graella frontal tenen els visos a l'exterior per tal de facilitar l'extracció d'aquestes peces. Aquestes mateixes peces també podien ser substituïdes per altres d'imitació de fibra de carboni i per fars antiboira subministrats pels concesionaris Daihatsu. Les parts exteriors com els cantons dels para-xocs estan sub-dividides i es poden reemplaçar pel client mateix en cas de ratlladures o altres incidents.
A diferència dels sistemes d'engegament sense clau comuns, el del Naked se bloca automàticament quan s'ix de l'automòbil i es tanca la porta i es desbloca quan el conductor s'acosta al cotxe. L'alçària total del model és de 1.550 mm per tal que siga fàcil estacionar-ho a un aparcament mecànic. Tot i ser un kei car, te una alçada des del terra de 180 mm, semblant a la d'un vehicle off road.